# Szilágyi János (festő, 1963)
Szilágyi János (Nyíregyháza, 1963. augusztus 23. −) magyarországi cigány festőművész.

## Életpályája
1991 óta alkot, naiv festőnek tartja magát. Rendszeres kenyérkereső munka mellett fest, kevés ideje marad az alkotásra. Budapesten él, a cigányok történelméből, életéből merít ihletet. Képei a Roma Parlament kortárs cigány képzőművészetet bemutató állandó kiállításán és a Cigány Ház Képzőművészeti Közgyűjteményében találhatók. A 2009-es Cigány festészet című reprezentatív albumban megjelentették szakmai életrajzát és négy olajfestményét.

## A 2009-es Cigány festészet című albumba beválogatott képei
- Drom (Út) (olaj, vászon, 97x59 cm, 1995)
- Láger (olaj, vászon, 110x119 cm, 1995)
- Cigánylány (olaj, vászon, 30x40 cm, 1993)
- Támadó sas (olaj, vászon, 71x54 cm, 1999)[1]